# Protector (jeu vidéo, 1999)
Pour les articles homonymes, voir Protector.
Protector est un jeu vidéo de shoot them up sorti en 1999 sur Jaguar. Le jeu a été développé par Bethesda Softworks.